# Ježová
Ježová je přírodní rezervace v katastrálním území Jasánky obce Přední Výtoň v okrese Český Krumlov. Rezervace je v péči Správy Národního parku Šumava. Předmětem ochrany je biotop přechodového rašeliniště a přirozeně se vyvíjející ekosystém rašelinného brusnicového boru s výskytem zvláště chráněných druhů rostlin a živočichů.
Je zde přeshraniční propojení na turistické stezce Ježová – Iglbach.